# SATB1
SATB1 (de l'anglès Special AT-rich sequence-binding protein-1, proteïna d'unió a seqüències especials riques en AT 1) és una proteïna que en humans està codificada pel gen SATB1.

## Funció
SATB1 actua d'organitzador de la cromatina i com a factor de transcripció, integrant l'arquitectura d'alt ordre de la cromatina i la regulació gènica. Estudis recents han aclarit el paper de SATB1 en l'organització del loopscape de cromatina i la seva naturalesa dinàmica en resposta a estímuls fisiològics. A nivell genòmic, sembla que SATB1 jugaria un paper en l'organització de la cromatina que es troba a punt per a la transcripció. SATB1 organitza el locus del Complex Major d'Histocompatibilitat-1 (MHC-1) en diversos bucles de cromatina lligant MARs a la matriu nuclear a distàncies determinades. El silenciament de SATB1 imita els efectes de l'IFN-γ sobre l'arquitectura dels bucles de cromatina del locus de MHC-1 i l'expressió alterada de gens dins el locus. També s'ha mostrat que SATB1 pot induir el creixement de tumors i metàstasis en càncers de mama mitjançant una alteració en l'expressió de molts gens.

## Interaccions
SATB1 presenta interaccions amb HDAC1, SMARCA5, MTA2, CHD4, CUTL1, POLR2J i BAZ1A.